# Lãnh thổ Utah
Lãnh thổ Utah (tiếng Anh: Territory of Utah hay Utah Territory) từng là một lãnh thổ hợp nhất có tổ chức của Hoa Kỳ, tồn tại từ 9 tháng 9 năm 1850 cho đến 4 tháng 1 năm 1896 khi vào giai đoạn cuối cùng lãnh thổ được phép gia nhập liên bang để trở thành tiểu bang Utah.

## Lịch sử

Tiến hóa của Lãnh thổ Utah từ lúc thành lập bởi Quốc hội vào nămn 1850 đến 1896 khi địa vị tiểu bang được trao.

Lãnh thổ được tổ chức bởi một đạo luật tổ chức của Quốc hội Hoa Kỳ vào năm 1850, cùng ngày mà tiểu bang California được phép gia nhập liên bang và Lãnh thổ New Mexico được thành lập ở phía nam Nhượng địa Mexico. Việc thành lập lãnh thổ này là một phần trong Thỏa hiệp 1850 nhằm tìm cách giữ quân bình quyền lực giữa các tiểu bang chống và các tiểu bang theo chế độ nô lệ. Ngoại trừ một khu vực nhỏ quanh thượng nguồn sông Colorado trong tiểu bang Colorado ngày nay, Hoa Kỳ đã thu hết tất cả đất đai của lãnh thổ từ México qua Hiệp định Guadalupe Hidalgo năm 1848.
Việc thành lập lãnh thổ này là một phần kết quả của cuộc thỉnh cầu của nhóm người tiên phong theo đạo Mormon sống trong thung lũng Đại Salt Lake bắt đầu vào năm 1847. Người theo đạo Mormon dưới sự lãnh đạo của Brigham Young đã thỉnh cầu Quốc hội để gia nhập liên bang thành tiểu bang Deseret với thủ phủ là Salt Lake City và các ranh giới được đề nghị là toàn bộ vùng Đại Bồn địa và lưu vực sông Colorado. Vùng đất này bao trùm tất cả hay một phần của 9 tiểu bang Hoa Kỳ hiện nay. Người định cư theo đạo Mormon đã thảo ra một hiến pháp tiểu bang vào năm 1849 và tiểu bang Deseret đã trở thành một chính quyền trên thực tế tại Đại Bồn địa vào lúc Lãnh thổ Utah được thành lập.
Sau khi tổ chức lãnh thổ, Young được làm lễ tuyên thệ thống đốc đầu tiên của lãnh thổ vào ngày 3 tháng 2 năm 1851. Phiên họp đầu tiên của hội đồng lập pháp lãnh thổ được nhóm họp vào tháng 10. Hội đồng lập pháp thông qua tất cả các luật và sắc lệnh mà từng được phê chuẩn bởi Hội đồng Lập pháp Tiểu bang Deseret.
Nền cai trị của người theo đạo Mormon tại lãnh thổ bị xem là đáng gây tranh cãi bởi số đông phần còn lại của quốc gia Hoa Kỳ, một phần là vì sự mô tả khủng khiếp liên tục của báo chí về tập tục đa thê đa phu của người định cư tại đây. Chính vì những tập tục như thế mà người theo đạo Mormon đã bỏ Hoa Kỳ để đến lưu vực Hồ Great Salt sau khi bị ép buộc rời bỏ các khu định cư của họ ở viễn đông Hoa Kỳ.
Mặc dù người theo đạo Mormon là đa số tại lưu vực Hồ Great Salt nhưng khu vực phía tây lãnh thổ bắt đầu hấp dẫn nhiều người định cư không thuộc phái Mormon, đặc biệt là sau khi bạc được tìm thấy tại Comstock Lode vào năm 1858. Năm 1861, một phần vì điều này, Lãnh thổ Nevada được thành lập từ khu vực phía tây của lãnh thổ. Người không thuộc phái Mormon cũng vào phần đất cực đông nhất của lãnh thổ trong thời gian Cơn sốt vàng Pikes Peak vì vàng được tìm thấy tại Breckinridge trong Lãnh thổ Utah vào năm 1859. Năm 1861, một phần đất lớn của khu vực phía đông lãnh thổ được tổ chức thành một phần của Lãnh thổ Colorado mới được thành lập.
Sự xuất hiện cùng lúc của đường sắt từ tiểu bang California và từ miền đông Hoa Kỳ vào năm 1869 bị người theo phái Mormons đang cai trị lãnh thổ xem là không mang lợi ích đặc biệt gì. Buổi lễ lấp đặt thanh ray cuối cùng kết nối đường sắt tại Đỉnh núi Promontory để hoàn thành đường sắt liên lục địa bị các giới chức lãnh thổ tẩy chay vì họ chán nản việc người từ bên ngoài xâm phạm vào lưu vực Hồ Great Salt.
Các sự việc gây tranh cãi của người theo phái Mormon trong lãnh thổ được xem là lý do chính yếu đằng sau sự trì hoãn kéo dài 46 năm từ lúc lãnh thổ được tổ chức đến khi được phép gia nhập liên bang vào năm 1896 để trở thành tiểu bang Utah. Thời gian chờ đợi gia nhập liên bang kéo dài hơn so với các lãnh thổ được thành lập sau nó. Lãnh thổ Nevada, mặc dù có dân số thưa thớt, được phép gia nhập liên bang vào năm 1864, chỉ mất ba năm sau khi được thành lập, phần lớn là vì liên bang muốn củng cố vị trí của mình trên các mỏ bạc trong lãnh thổ. Lãnh thổ Colorado được phép gia nhập liên bang năm 1876.